# Rösterkopf
El Rösterkopf és una muntanya de 708 metres situada a Osburger Hochwald a Renània-Palatinat, a Alemanya.

## Galeria

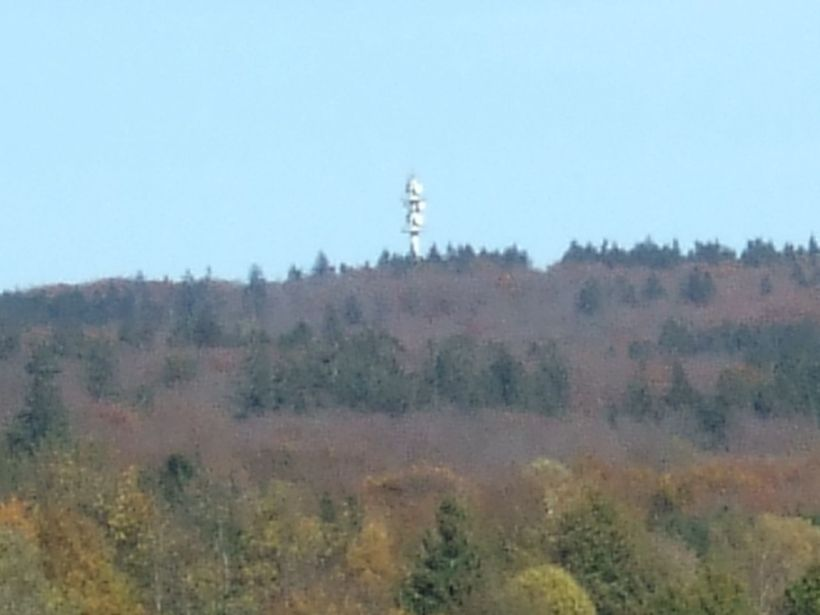
Rösterkopf des de Kell am See